# Kapuzinerstraße 17

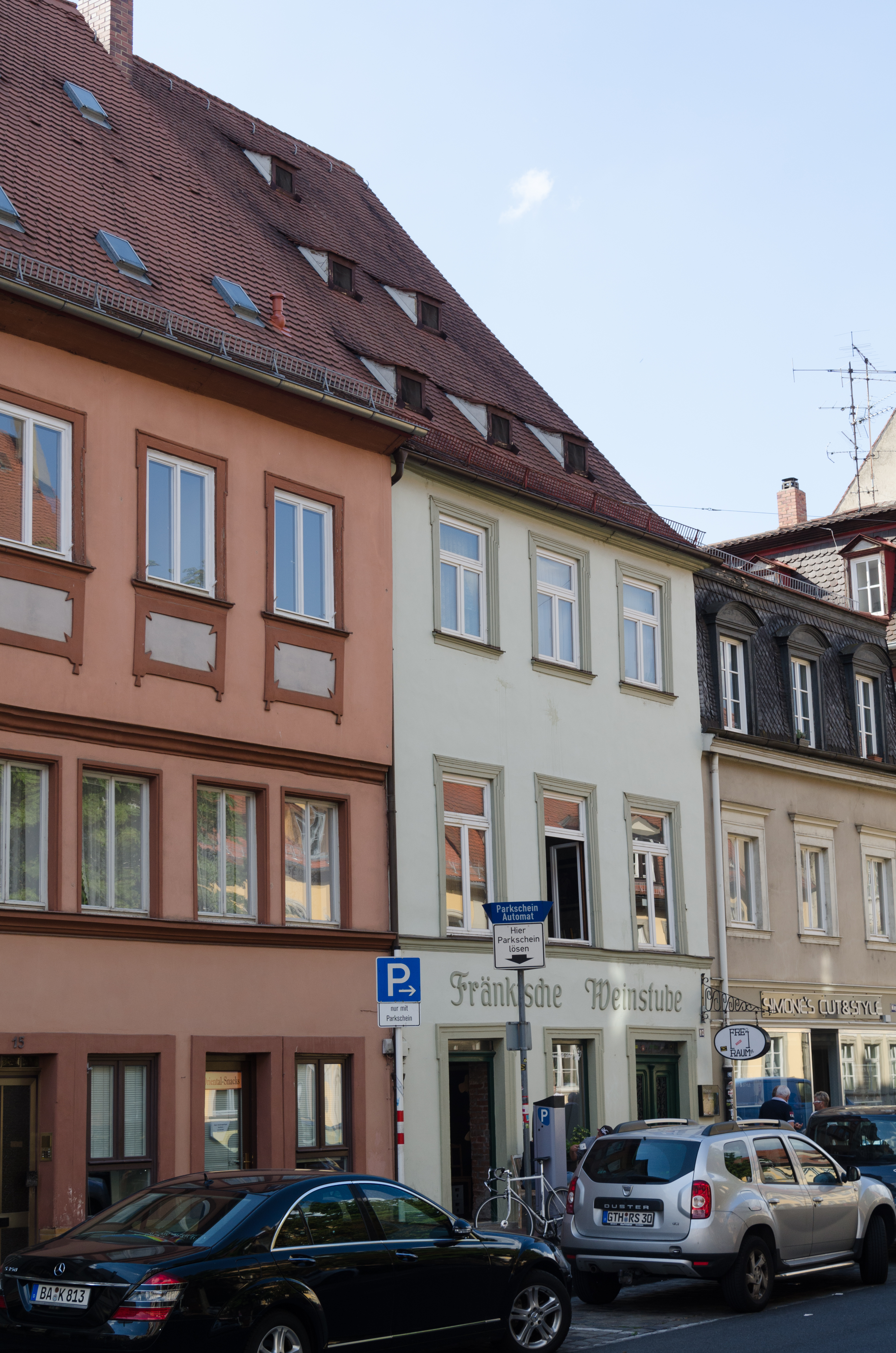
Kapuzinerstraße 17 in Bamberg

Das Wohnhaus in der Kapuzinerstraße 17 in Bamberg ist ein Bürgerhaus mit langer Tradition und Geschichte. Es wird in hybrider Form sowohl als Wohnhaus als auch für die Gastronomie genutzt.
Die verputzte Fassade des dreigeschossigen Wohnhauses setzt sich aus drei Zonen mit jeweils drei Achsen zusammen. Die erste Zone ist durch ein Gesims von den zwei oberen, durch Fensteröffnungen gekennzeichneten, Zonen getrennt. Unter diesem ist der Schriftzug „Fränkische Weinstube“ angebracht. Sowohl die Tür- als auch die Fensterrahmen weisen Ohren auf. Der Innenraum zeichnet sich durch ein massiges Erdgeschoss und durch Obergeschosse mit verputztem Fachwerk aus.

## Geschichte
Das Wohnhaus gehörte 1601 Johannes Bonius, dem Chronisten und Verfasser der Legende des Stadtplanes von Petrus Zweidler. Die Bebauung in seiner heutigen Form stammt, wie auch das Satteldach, vermutlich aus dem 17. Jahrhundert. Eine Modernisierung des Innenraums fand wahrscheinlich um 1740/1750 statt. Das, zum Wohnhaus gehörende, dreigeschossige Hinterhaus wurde 1874 errichtet. 1879 wurde schließlich der erste Laden im Haus eingerichtet.